# 对叶红景天
对叶红景天（学名：Rhodiola subopposita）为景天科红景天属的植物，为中国的特有植物。分布于中国大陆的青海等地，生长于海拔3,800米至4,100米的地区，多生在高山石上，目前尚未由人工引种栽培。